# خرشوف حمراني
خرشوف حمراني (الاسم العلمي:Cynara erysithaloides) هو نوع غير مؤكد من النباتات يتبع جنس الخرشوف من الفصيلة النجمية.